# Erannis ankeraria
Erannis ankeraria is een vlinder uit de familie spanners (Geometridae). De wetenschappelijke naam is voor het eerst geldig gepubliceerd in 1861 door Staudinger.
De soort komt voor in Europa.